# L'Arche dans l'espace
L'Arche dans l'espace (The Ark in Space)  est le soixante-seizième épisode de la première série de la série télévisée britannique de science-fiction Doctor Who. Originellement diffusé en quatre parties, du 25 janvier au 15 février 1975, il poursuit un arc narratif ayant commencé dans Robot et se finissant dans Terror of the Zygons.

## Accroche
Le TARDIS et ses occupants atterrissent sur une station spatiale géante chargée de servir d'arche pour des humains en fuite de la Terre. Seulement, celle-ci semble être sabotée par une étrange mixture verte.

## Distribution
- Tom Baker (V. F. : Jacques Ferrière) — Le Docteur
- Ian Marter (V. F. : Maurice Sarfati) — Harry Sullivan
- Elisabeth Sladen (V. F. : Catherine Lafond) — Sarah Jane Smith
- Kenton Moore — Noah
- Wendy Williams — Vira
- Richardson Morgan — Rogin
- John Gregg — Lycett
- Christopher Masters — Libri
- Stuart Fell, Nick Hobbs — Les Wirrns
- Gladys Spencer — Voix du Grand Ministre
- Peter Tuddenham — Voix

## Résumé
En tentant de faire atterrir Harry Sullivan sur la lune à la fin de l'épisode précédent, le Docteur et ses compagnons se retrouvent dans Nerva, une station spatiale du XXXe siècle. En explorant la station qui semble totalement vidée de ses occupants, Sarah Jane Smith se retrouve mise à l'écart d'Harry et du Docteur. Elle est mise en état de cryogénisation par les appareils de Nerva, pendant que ses deux compagnons découvrent que la station est en réalité une arche géante contenant le savoir de l'humanité, des plantes et animaux, ainsi qu'une poignée d'êtres humains en état de transe cryogénique. Seulement, le vaisseau semble avoir été infiltré par une espèce extraterrestre. 
Afin de pouvoir réveiller Sarah Jane, Harry et le Docteur réveillent Vira, l'agent médical de bord, puis, Noé, le capitaine. Celui-ci prendra très mal l'intrusion à bord des trois passagers, qu'il identifie à des éléments dégénérescents. Persuadé d'avoir seulement dormi 1000 ans afin d'échapper à des rayonnements solaires, l'équipage est en réalité en stase depuis plus de 10 000 ans et certains membres semblent avoir été tués par une créature insectoïde, le Wirrn. Elle a pondu un œuf qui semble avoir muté en une créature coincée dans les panneaux solaires. Celle-ci va toucher Noé, ce qui amènera chez lui une forme de mutation, accélérant son côté paranoïaque déjà omniprésent. Avant sa transformation ultime en Wirrn, il réussit néanmoins à prévenir le reste de l'équipage de la menace.
Le Docteur dissèque le corps d'un Wirrn mort longtemps auparavant, et découvre que ce que l'on voit n'est que leur forme larvaire, faible et vulnérable à l'électricité. Néanmoins, ayant absorbé le savoir humain par l'intermédiaire de Noé, les Wirrns cherchent à prendre le contrôle de la station et de s'infiltrer à l'intérieur des humains cryogénisés afin d'envahir la Terre, une occasion de se venger de leur anéantissement par les Terriens sur Andromède. Sarah s'infiltre dans les tuyaux de Nerva et permet au Docteur d'électrifier la salle de cryogénisation afin que les Wirrns ne s'en approchent pas. 
Alors que les Wirrns repartent dans un vaisseau de transport, un des ingénieurs, ainsi que la créature Wirrn qu'était devenu Noé, se sacrifient en faisant exploser le vaisseau. Alors que les colons de l'arche sont amenés à revenir sur Terre, le Docteur et ses compagnons se téléportent sur la planète. 

### Continuité
- Cet épisode commence immédiatement où finit l'épisode précédent et se poursuit dans l'épisode suivant.
- Sarah Jane fait remarquer que lors de son premier voyage, elle aussi avait l'impression que le TARDIS était une imposture (dans « The Time Warrior »).
- Le Docteur dit que son écharpe a été faite par madame Nostradamus.
- Le Docteur, Dodo et Steven se retrouvaient eux aussi dans une arche spatiale dans « The Ark » en 1966.
- La diaspora humaine est utilisée dans un autre vaisseau dans l'épisode de 2011 « La Bête des bas-fonds ».
- Le Docteur se sert d'un appareil permettant de voir la dernière image avant la mort. Cette idée sera réutilisée en 2013 dans l'épisode  « Le Cauchemar écarlate ».
- Le Docteur et ses compagnons reviendront dans le Nerva à la fin de « Revenge of the Cybermen ».

## Production

### Scénarisation
Le script de cet épisode fut écrit afin de remplacer celui de "The Space Station", un épisode de Christopher Langley qui s'avérera impossible à faire. Il sera suggéré au nouveau script-éditor (responsable des scénarios) Robert Holmes  de faire écrire un épisode dans une station spatiale par John Lucarotti, un scénariste des premières saisons, spécialiste des aventures à tendance historique, qui n'avait pas travaillé pour la série depuis « The Massacre of St Bartholomew's Eve » près de 10 ans auparavant. Lucarotti sera engagé sur la base de "The Ark In Space" le 5 juin 1964, qui raconte l'histoire d'une arche spatiale dont les occupants, cryogénisés, sont attaqués par des extraterrestres nommés les Delc, ayant l'apparence de têtes flottantes secondées par des corps sans tête. Peu au courant des nouvelles pratiques de la série, Lucarotti avait nommé chaque partie d'un nom individuel, en jeu de mots avec le mot "ball" (balle.) 
Néanmoins, la communication postale entre Lucarotti, alors en Corse, et Holmes en Angleterre, causa de nombreux malentendus et, en octobre 1974, le nouveau producteur, Philip Hinchcliffe, accepta de payer Lucarotti pour son travail, tout en laissant Robert Holmes réécrire le script,. Celui-ci gardera certaines idées de départ, mais transformera les Delc sous forme des Wirrns insectoïdes. À l'origine, celles-ci devaient être guidées par Noé dans l'espace et disparaître. 

### Casting
- Dans le script original, Vira devait avoir la peau noire, néanmoins, le réalisateur Rodney Bennett engagera une actrice blanche, Wendy Williams.

### Tournage
Le réalisateur engagé pour cet épisode fut Rodney Bennett, un nouveau réalisateur qui venait de réaliser l'épisode « The Sontaran Experiment », l'idée étant de gagner du temps et de l'argent en réalisant entièrement The Ark in Space en studio et The Sontaran Experiment en extérieur. Bennett demandera que le script soit modifié afin que les Wirrns soient totalement annihilées à l'écran et suggéra qu'elles soient tuées par de l'eau. Un compromis fut trouvé en décidant de faire exploser le vaisseau des Wirrns. 
Le tournage débute le 16 octobre 1974 par le tournage des maquettes.
Le tournage en studio débute les 28 et 29 octobre au Studio 3 du Centre Televisuel de la BBC par l'enregistrement des deux premières parties ainsi que les scènes se déroulant dans la salle de contrôle et dans les chambres de cryogénisation. Les parties suivantes furent enregistrées les 11 et 12 novembre au studio 3. Hinchcliffe voulait donner à Doctor Who un ton encore plus mature avec cet épisode, mais sur pression, il dut effacer une scène où Noé, se transformant en Wirrn, demande à Vira de le tuer, la direction la pensant inadaptée pour un programme tout public. Le poste spatial resservira pour enregistrer « Revenge of the Cybermen ».

### Post-production
Le générique de la première partie est en rose et vert afin de faire ressortir le titre. Ceci fut jugé non concluant et le générique restera le même pour les six prochaines saisons.

## Diffusion et réception
| Épisode | Date de diffusion | Durée | Téléspectateurs en millions | Archives            |
| --- | ----------------- | ----- | --------------------------- | ------------------- |
| Épisode 1 | 25 janvier 1975   | 24:58 | 9,4                         | Bandes couleurs PAL |
| Épisode 2 | 1er février 1975  | 24:49 | 13,6                        | Bandes couleurs PAL |
| Épisode 3 | 8 février 1975    | 24:05 | 11,2                        | Bandes couleurs PAL |
| Épisode 4 | 15 février 1975   | 24:37 | 10,2                        | Bandes couleurs PAL |
| Diffusé en quatre parties du 25 janvier au 15 février 1975, l'épisode reçu en deuxième semaine l'un des meilleurs scores d'audience enregistrés pour la série. |                   |       |                             |                     |

L'épisode fut diffusé en français les samedi et dimanche à 6h30 sur TF1 du 9 avril 1989 au 22 avril 1989 sous le titre de  L'Arche de l'Espace,.
L'épisode est cité à la fois par Russell T Davies et Steven Moffat comme étant l'un de leurs épisodes classiques préférés. L'épisode fut néanmoins classé 28e sur la liste des 200 épisodes préférés des fans de la série selon le Doctor Who Magazine.

### Critiques
En 1995, dans le livre "Doctor Who : The Discontinuity Guide", Paul Cornell, Martin Day, et Keith Topping écrivent un avis positif sur cet épisode, estimant qu'il est l'un des plus optimistes de Robert Holmes et pourrait être une potentielle influence au film Alien. Les auteurs de "Doctor Who : The Television Companion" (1998) estiment que cet épisode "contient les passages les plus effrayants que la série ait jamais montrés à cette époque."
En 2010, Patrick Mulkern de Radio Times donnera un avis positif sur l'épisode, expliquant que malgré leur pauvreté les effets spéciaux arrivent encore à convaincre de leur force. Il salue aussi les performances des acteurs. Sur le site DVD Talk, J Doyle Wallis donnera à l'épisode la note de 3,5 sur 5 estimant qu'il s'agit d'un "correct moment d'aventure dans la science fiction". En 2013, sur le même site, Ian Jane en donnera la note de 4/5 pour un épisode "très amusant" dans une production très mélangée. Sur le site du magazine SFX, Will Salmon donnera la note de 4,5 sur 5 le décrivant comme "rempli de confiance" avec des Wirrns dont la nature même outrepasse les mauvais effets spéciaux.

## Novélisation
L'épisode fut novélisé sous le titre Doctor Who and the arc in Space par Ian Marter lui-même et publié en mai 1977. Il porte le numéro 4 de la collection Doctor Who des éditions Target Book et sera réédité par Virgin Publishing en 1991 avec une autre couverture. Il s'agissait de la première novélisation d'épisode par Marter, sur les sept qu'il écrira, et il comptait écrire l'épisode selon le point de vue d'Harry mais s'est rendu compte de l'impossibilité de la tâche en constatant qu'il n'est pas présent dans plusieurs scènes clés. Dans cette version, il corrigera quelques problèmes logiques inhérents à l'épisode ainsi que l'orthographe des Wirrns qui deviendront les Wirrrns. Plaçant son roman en dehors de toute continuité, le Docteur et ses compagnons repartent dans le TARDIS à la fin de l'épisode. Ce roman fut traduit en allemand.

## Édition VHS, Laserdisc et DVD
L'épisode n'a jamais été édité en français, mais a connu plusieurs éditions au Royaume-Uni, États-Unis et au Canada.
- L'épisode est sorti en 1989 en VHS et connaîtra une réédition en 1994 découpée par épisode.
- En 1996, l'épisode sera disponible en Laserdisc.
- Le 8 avril 2002, l'épisode eut droit à une sortie en DVD qui sera réédité en édition spéciale le 25 février 2013. En bonus, les éditions DVD offrent des commentaires audios par Elisabeth Sladen, Philip Hinchcliffe et Tom Baker, une version de l'épisode avec des effets spéciaux réactualisés, une interview de Roger Murray-Leach et Tom Baker et d'autres bonus.
- L'épisode est disponible sur ITunes depuis le 11 août 2008.